# Jiří Vrdlovec
Jiří Vrdlovec (ur. 29 czerwca 1956 w Pradze) – czeski kajakarz, kanadyjkarz, dwukrotny mistrz świata, olimpijczyk. W czasie kariery sportowej reprezentował Czechosłowację.

## Kariera sportowa
Zajął 5. miejsce wyścigu kanadyjek jedynek (C-1) na dystansie 10 000 metrów na mistrzostwach świata w 1978 w Belgradzie. Na kolejnych mistrzostwach świata w 1979 w Duisburgu zajął 4. miejsce w konkurencji C-1 na 10 000 metrów a w wyścigach kanadyjek dwójek (C-2) zajął wraz z Petrem Kubíčkiem 5. miejsce an dystansie 1000 metrów i 8. miejsce na 5000 metrów. Vrdlovec i Kubíček zajęli 5. miejsca w konkurencji dwójek zarówno na 500 metrów, jak i na 1000 metrów na igrzyskach olimpijskich w 1980 w Moskwie.
Na mistrzostwach świata w 1981 w Nottingham Vrdlovec zdobył brązowe medale w wyścigu C-1 na 1000 metrów (wyprzedzili go Ulrich Papke z Niemieckiej Republiki Demokratycznej i Tamás Buday z Węgier) i w konkurencji C-2 na 10 000 metrów (wraz z Kubíčkiem), a na dystansie 1000 metrów dwójek zajął z Kubíčkiem 4. miejsce. Zdobył srebrny medal w wyścigu jedynek na 10 000 metrów (za Tamásem Wichmannem z Węgier) i zajął 5. miejsce w wyścigu dwójek na 1000 metrów (w parze z Radomírem Blažíkiem) na mistrzostwach świata w 1982 w Belgradzie.
Zwyciężył na 10 000 metrów i zdobył brązowy medal na 1000 metrów, oba  w konkurencji jedynek, a także zajął wraz z Blažíkiem 6. miejsce w wyścigu dwójek na 10 000 metrów na mistrzostwach świata w 1983 w Tampere. Obronił tytuł mistrzowski w konkurencji jedynek na 10 000 metrów i zajął 5. miejsce na 1000 metrów na mistrzostwach świata w 1985 w Mechelen a na mistrzostwach świata w 1986 w Montrealu zajął 4. miejsce w konkurencji C-1 na dystansie 10 000 metrów.
Później wycofał się z wyczynowego uprawiania kajakarstwa, ale powrócił na początku lat 90., by brać udział w kajakarskich maratonach. Zdobył brązowy medal w C-1 na mistrzostwach świata w maratonie w 1990 w Kopenhadze (na dystansie 42 km), a na mistrzostwach świata w 1992 w Brisbane na dystansie 45 km) zajął 7. miejsce